# M1 Garand
El M1 Garand, formalment Fusell dels Estats Units, Calibre 30, M1, va ser el primer Fusell semiautomàtic dels Estats Units que va arribar a ser un fusell comú per a la infanteria. Oficialment substituí al Springfield M1903 com fusell en servei el 1936, fins que va ser substituït pel rifle M14, que derivava de l'M1, el 1957.
Va ser utilitzat intensivament en la Segona Guerra Mundial, la Guerra de Corea i en grau més baix en la Guerra del Vietnam. Va ser usat primàriament pels Estats Units, però també en altres països. Encara s'usa en equips d'entrenament militar i és una arma de foc civil popular.

## Característiques
El seu pes descarregat és d'aproximadament 4,4 kg, però varia depenent de la densitat de la fusta, la seva longitud és d'1,1 m. El fusell és alimentat per una pinta en bloc que porta 8 cartutxos del calibre 30-06 (7,62 x 63). Quan l'últim és disparat, el fusell llança la pinta i bloqueja el forrellat. Les pintes poden ser trets manualment en qualsevol moment. Són expulsats manualment estirant el mànec del forrellat cap enrere, i després prement el botó de retenció de la pinta.
Originalment, el fusell feia servir munició 276 Pedersen (7 mm) en una pinta de 10 cartutxos, però posteriorment va ser estandarditzat per utilitzar la munició 30-06, en aquells dies oficial. Tenia un abast efectiu de 550 metres, amb la capacitat de realitzar dany amb munició antiblindatge a més de 800 metres, amb una alta precisió i disponibilitat de tir. Per aquestes raons, el M1 Garand va arribar a ser un dels fusells més efectius de la Segona Guerra Mundial.

## Història i disseny
Desenvolupat pel dissenyador d'armes John Garand durant la dècada del 1920 i 1930 en el Springfield Armory de Massachusetts, va esdevenir el fusell estàndard de l'exèrcit dels Estats Units, sent adoptat el 1932 i entrant formalment en servei el 1936 a causa de la decisió del llavors Cap d'Estat de l'Exèrcit, el General Douglas MacArthur.
El primer model en producció va ser provat amb èxit el 21 de juliol de 1937. Va servir en la Segona Guerra Mundial, on va demostrar ser un excel·lent fusell. Els japonesos van desenvolupar un prototip còpia del M1 per al seu propi ús al final de la guerra. També es va destacar en la Guerra de Corea. Alguns Garand van ser usats en la Guerra del Vietnam, encara que oficialment havia estat substituït pel rifle M14 el 1957. El canvi al M14 va durar fins a 1965, amb l'excepció de les versions per franctirador. Aquestes versions, creades en la Segona Guerra Mundial, també van ser utilitzades en la Guerra de Corea i part de la Guerra del Vietnam.

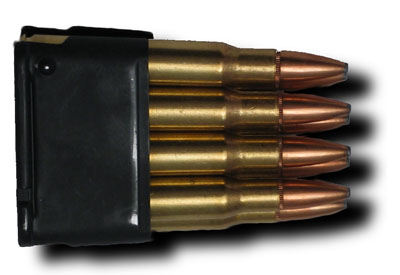
Pinta carregat del M1 Garand.

El M1 era un fusell accionat per gas, semiautomàtic i alimentat per carregador. El sistema d'alimentació tenia les seves peculiaritats, especialment el sistema de pinta carregador que usava. L'exèrcit volia un carregador fix que seria carregat amb les pintes. Pensaven que un carregador removible era propens a ser malmès i perdres. John Pedersen va desenvolupar una pinta en bloc que permetia que la munició s'inserís en el carregador fix. Fent servir una molla es mantenia la pressió constant. Quan es disparava l'última bala, la pinta buida s'expulsava automàticament, produint el característic ping.
Els fusells originals utilitzaven un sistema de gas poc fiable, que necessitava un adaptador a la boca del canó i que va ser substituït per un sistema més senzill d'una portella perforada per al gas. Ja que la majoria dels fusells van ser adaptats, els primers models pre-1939 són molt rars i apreciats pels col·leccionistes.
En ambdós sistemes, els gasos en expansió eren redirigits al cilindre de gas (el tub que es troba sota del canó) on el gas accionava un pistó que estava unit a una vareta, que era empesa cap enrere per la pressió del gas i retornava a la seva posició original gràcies a un ressort. La vareta estava connectada al forrellat rotatiu situat dins de la recambra, que girava i iniciava el cicle de recàrrega quan el fusell havia disparat.
Springfield Armory va fabricar quantitats modestes de Garand a la fi dels anys 1930 i va anar augmentant la quantitat des de 1940 fins a 1945. Després de l'inici de la guerra a Europa, Winchester repeating Arms de Connecticut va rebre un contracte per Garand. Els lliuraments de Winchester van començar el 1941 i van acabar el 1945.
Tant Alemanya com la Unió Soviètica van treballar a perfeccionar els seus propis fusells semiautomàtics. El General George S. Patton es va referir al M1 com "el millor instrument de guerra mai ideat".
Va ser l'arma oficial de la Guàrdia Nacional de Nicaragua des de 1945 fins a 1974, any en què el va substituir el fusell d'assalt israelià IMI Galil, de 5,56 x 45 OTAN. També va ser usat per la guerrilla marxista Front Sandinista d'Alliberament Nacional (FSLN) durant la insurrecció de 1978 i 1979 contra la dictadura d'Anastasio Somoza Debayle en aquest país, encara que la guerrilla també usava el Galil, el FN FAL belga i el Fusell M16 nord-americà.

## Variants i accessoris

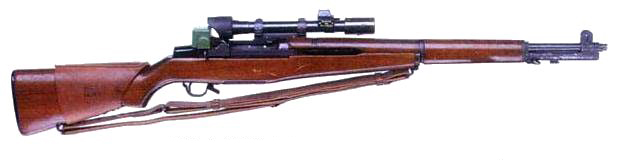
Un fusell de franctirador M1C.

La majoria de les variants del Garand no van veure combat, a excepció d'aquelles per franctirador. Les versions per franctirador eren M1 modificats per acceptar mires telescòpiques. Dues versions van ser produïdes: el M1C (anteriorment M1E7) i el M1D (anteriorment M1E), però cap va ser produït en quantitats significatives. L'única diferència entre ells era el sistema de muntatge per a la mira telescòpica. Al juny de 1944 el M1C va ser adaptat com fusell de franctirador estàndard per l'Exèrcit dels Estats Units per substituir al M1903A4.
El M1C i M1D van ser utilitzats àmpliament en la Guerra de Corea. El Cos de Marines dels Estats Units va adoptar el M1C com el seu fusell de franctirador oficial el 1951. L'Armada dels Estats Units també va fer servir el Garand, però amb munició 7,62 x 51 OTAN.
Dues variants que no van veure combat van ser els M1E5 i el T26, que tenia un canó més curt. El M1E5 tenia una culata plegable. La variant T20E2 podia utilitzar carregadors del Fusell Automàtic Browning i tenia un selector amb mode de foc semiautomàtic i automàtic.
Com accessoris, el Garand disposava de diferents baionetes i una broca llançagranades que s'acoblava en el canó.

## Derivats
El M1 Garand va ser un predecessor directe del rifle M14 que ho reemplaçaria. El disseny també va servir com a base per a la carrabina M1. L'empresa italiana Beretta va desenvolupar variants similars al M14 (BM59), però més semblants al M1 Garand.